# Gerard Butler
Gerard James Butler (sinh ngày 13 tháng 11 năm 1969) là một nam diễn viên người Scotland. Ban đầu, ông học ngành luật sau đó quyết định chuyển sang đóng phim với một vai nhỏ trong phim James Bond: Tomorrow never dies (1997), gây chú ý bởi Attila (2001). Và được chú ý đến vai chính trong Bóng ma trong nhà hát (2004). Năm 2007, Gerard được toàn thế giới công nhận bởi vai vua Leonidas trong phim 300. Từ đó, Gerard có những bộ phim như P.S. I Love You (2007), Nim's Island (2008), RocknRolla (2008), The Ugly Truth (2009), Gamer (2009), Law Abiding Citizen (2009), The Bounty Hunter (2010), Greenland: Thảm họa thiên thạch (2020), và lồng tiếng trong How to Train Your Dragon (2010)...

## Đời tư
Gerard sinh ra ở Paisley, Scotland, là con út của Margaret và Edward Butler. Gốc là người Ireland, Gerard lớn lên trong một gia đình công giáo khắt khe. Những năm đầu đời, Gerard sống ở Montreal, Quebec, sau đó quay về Scotland. Cha mẹ li hôn ngay từ khi còn nhỏ, Gerard sống với mẹ và không hề liên lạc gì với cha cho tới khi anh 16 tuổi và từ đó 2 cha con trở nên vô cùng thân thiết. Nhưng hạnh phúc nhỏ nhoi đến với Gerard chưa được bao lâu thì vài năm sau cha anh qua đời. Butler vào học tại trường đại học Glasgow khoa luật và anh luôn là người đứng đầu mọi phong trào của trường cũng như là một sinh viên khá giỏi nhờ vào tính cách, hình dáng và cả những hiểu biết xã hội và tài diễn thuyết trước đám đông.
Gerard thường có những buổi picnic thú vị cùng với mẹ, và trong một buổi đi picnic gần bở sông Tây, anh chợt nghe thấy tiếng hét kêu cứu của một cậu bé có bạn đang vật lộn với dòng nước. Butler đã nhảy xuống và cứu cậu bé khỏi dòng nước xiết. Sau chuyện này, Butler đã nhận được "Chứng nhận người dũng cảm" từ tổ chức xã hội hoàng gia. Butler cho biết anh chỉ làm những gì mà bất kỳ ai trong hoàn cảnh đó cũng sẽ làm mà thôi.

## Sự nghiệp
Có lẽ thế giới sẽ mãi không có một chàng diễn viên tài giỏi mà thay vào đó là một luật sư đầy kinh nghiệm nếu như Gerard không gặp diễn viên Steven Berkoff. Vào một ngày, khi Gerard vô tình gặp diễn viên Steven tại quán cà phê của chàng diễn viên này tại London, ngay từ lần gặp đầu tiên, Steven đã nhận ra chất diễn trong người chàng trai trẻ cao 1m88 này. Steven đã mời Gerard tham gia một vai trong vở Coriolanus. Một bước ngoặt vô cùng lớn với chàng sinh viên luật lúc đó. Sau đó, Gerard nhận ra vị trí thích hợp nhất của anh phải là ở trường quay, trên màn ảnh chứ không phải ngồi sau bàn luật sư.
Sự nghiệp diễn xuất của Gerard còn tiếp tục với một vai diễn nhỏ trong bộ phim James Bond, Tomorrow Never Dies (1997) và năm 1998, anh đóng một vai diễn trong Bí mật ngôi mộ cổ (Tale of the Mummy). Năm 2000, Butler có một bước đột phá lớn trong các vai diễn khi anh đóng bộ phim Attila. Bộ phim đã thành công rực rỡ. Ngay trong khi bộ phim Attila đang được quay, anh đã được đạo diễn "chọn mặt gửi vàng" nhằm anh vào bộ phim Dracula 2000. Với thành công của hai vai diễn này, Buttler đã khẳng định được vị trí của mình tại Hollywood đầy sao và cũng đầy khắc nghiệt.
Kể từ đó là những thành công liên tiếp của Gerard Buttler trong các phim Reign of Fire (2002) trong vai Creedy, Terry Sheridan trong bộ phim Lara Croft Tomb Raider: The Cradle of Life (2003) đóng cùng Angelina Jolie, nhưng thành công lớn nhất đó chính là vai diễn trong bộ phim Timeline (2003) đã đưa anh đến thành công rực rỡ. Năm 2003, anh đóng trong bộ phim kinh dị The Phantom of the Opera.
Những bộ phim khác có Dear Frankie (2004), The Game of Their Lives (2005) and Beowulf & Grendel (2005).
Năm 2007, Gerard đóng vai vua Leonidas trong 300, vai diễn được đánh giá là bước đột phá của Gerard. Để có được một thân hình hoàn hảo, Gerard đã được huấn luyện đặc biệt trong 4 tháng. Bô phim đạt thành công lớn về doanh thu, là bộ phim hành động được yêu thích thứ 3.
Từ đó, Gerard có nhiều bộ phim được yêu thích khác, như Butterfly on a Wheel, P.S. I Love You, RocknRolla, The Ugly Truth, Gamer, Law Abiding Citizen, How to Train Your Dragon (lồng tiếng), The Bounty Hunter...

## Danh sách phim
| Năm  | Phim                                                                                         | Vai diễn                                           |
| ---- | -------------------------------------------------------------------------------------------- | -------------------------------------------------- |
| 1997 | Mrs. Brown                                                                                   | Archie Brown                                       |
| 1997 | Tomorrow Never Dies                                                                          | Leading Seaman                                     |
| 1998 | Tale Of The Mummy                                                                            | Burke                                              |
| 1998 | Fast Food                                                                                    | Jacko                                              |
| 1998 | Little White Lies                                                                            | Peter                                              |
| 1998 | The Young Person's Guide To Becoming A Rock Star                                             | Marty Claymore                                     |
| 1999 | The Cherry Orchard                                                                           | Yasha                                              |
| 1999 | Please!                                                                                      | Peter                                              |
| 1999 | One More Kiss                                                                                | Sam                                                |
| 1999 | Lucy Sullivan Is Getting Married                                                             | Gus                                                |
| 2000 | Dracula 2000                                                                                 | Count Dracula/Judas Iscariot                       |
| 2000 | Harrison's Flowers                                                                           | Chris Kumac                                        |
| 2001 | An Unsuitable Job For A Woman                                                                | Tim Bolton                                         |
| 2001 | Attila                                                                                       | Attila                                             |
| 2001 | Jewel Of The Sahara                                                                          | Charles Belamy                                     |
| 2001 | The Jury                                                                                     | Johnnie Donne                                      |
| 2002 | Shooters                                                                                     | Jackie Junior                                      |
| 2002 | Reign Of Fire                                                                                | Creedy                                             |
| 2003 | Lara Croft Tomb Raider: The Cradle of Life                                                   | Terry Sheridan                                     |
| 2003 | Timeline                                                                                     | André Marek                                        |
| 2004 | The Phantom Of The Opera                                                                     | Erik (The Phantom)                                 |
| 2005 | Gore Vidal's Caligula                                                                        | Cassius Chaerea                                    |
| 2005 | Dear Frankie                                                                                 | The Stranger                                       |
| 2005 | Beowulf & Grendel                                                                            | Beowulf                                            |
| 2005 | The Game Of Their Lives                                                                      | Frank Borghi                                       |
| 2005 | Shadow Company                                                                               | James Ashcroft                                     |
| 2007 | 300                                                                                          | Vua Leonidas đệ Nhất                               |
| 2007 | Butterfly On A Wheel                                                                         | Neil Randall                                       |
| 2007 | P.S. I Love You                                                                              | Gerry Kennedy                                      |
| 2008 | Nim's Island                                                                                 | Jack Rusoe / Alex Rover                            |
| 2008 | RocknRolla                                                                                   | One Two                                            |
| 2009 | Tales Of The Black Freighter                                                                 | Thuyền trưởng                                      |
| 2009 | The Ugly Truth                                                                               | Mike Chadway                                       |
| 2009 | Gamer                                                                                        | Kable / John Tillman                               |
| 2009 | Law Abiding Citizen                                                                          | Clyde Shelton                                      |
| 2010 | Bí kíp luyện rồng                                                                            | Stoick the Vast                                    |
| 2010 | The Bounty Hunter                                                                            | Milo Boyd                                          |
| 2011 | Coriolanus                                                                                   | Tullus Aufidius                                    |
| 2011 | Machine Gun Preacher                                                                         | Sam Childers                                       |
| 2012 | Movie 43                                                                                     | Shaun                                              |
| 2012 | Of Men And Mavericks                                                                         | Rick Hesson                                        |
| 2013 | Olympus Has Fallen                                                                           | Mike Banning                                       |
| 2014 | Bí kíp luyện rồng 2                                                                          | Stoick the Vast                                    |
| 2016 | Các vị thần Ai Cập                                                                           | Set                                                |
| 2016 | London Has Fallen                                                                            | Mike Banning                                       |
| 2016 | The Headhunter's Calling                                                                     | Dane Jensen                                        |
| 2017 | Siêu bão địa cầu                                                                             | Jack Lawson                                        |
| 2017 | Hunter Killer                                                                                | Captain Joe Glass                                  |
| 2018 | Den of Thieves                                                                               | 'Big Nick" O'Brien                                 |
| 2019 | Angel Has Fallen Bí Kíp Luyện Rồng 3 Bí Kíp Luyện Rồng 3: Trở Về Nhà The Vanishing (Keepers) | Mike Banning Stoick the Vast Stoick the Vast James |
| 2020 | Greenland                                                                                    | John Garrity                                       |
| 2021 | Cop Shop                                                                                     | Bod Viddick                                        |
| 2022 | Last Seen Alive                                                                              | Will Spann                                         |
| 2023 | Plane Kandahar                                                                               | Brodie Torrance Tom Harris                         |